# Schloss Bruchhausen

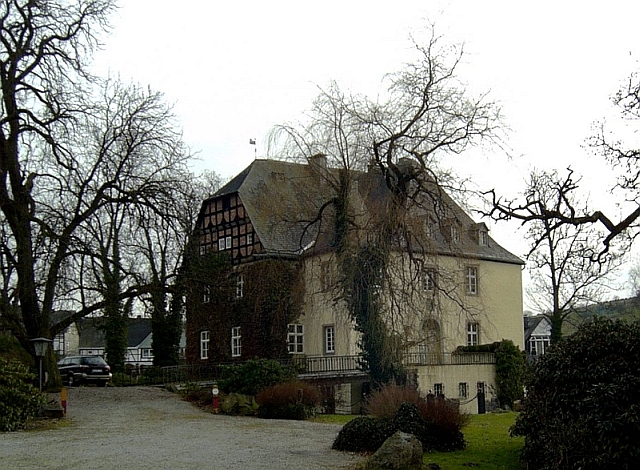
Schloss Bruchhausen

Schloss Bruchhausen ist ein Adelssitz im südöstlichen Stadtgebiet von Olsberg im Sauerland, Nordrhein-Westfalen (Deutschland).

## Geografie

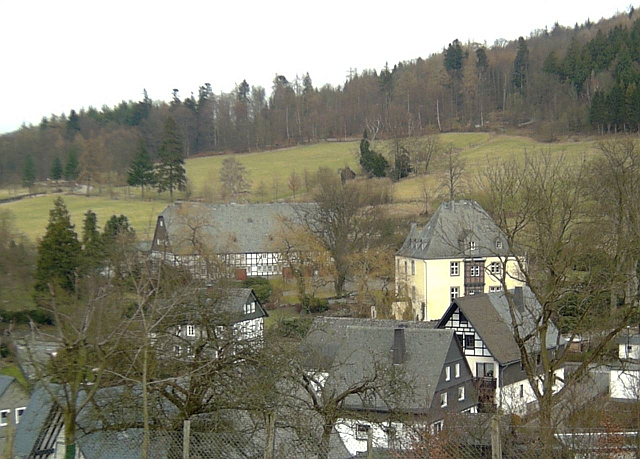
Blick auf Schloss Bruchhausen, im Hintergrund der Istenberg

Das Schloss Bruchhausen steht in Bruchhausen (südöstlicher Stadtteil von Olsberg) im Tal des Medebachs, eines Quellbachs des Gierskoppbachs. Es wurde am Westhang des Istenbergs (721 m ü. NN) bzw. westlich unterhalb der Bruchhauser Steine auf etwa 450 m Höhe errichtet.

## Geschichte
Ursprünglich war die Anlage im Besitz der Herren von Bruchhausen. Nach deren Aussterben ging der Besitz 1475 durch Heirat an Hermann von Gaugreben zu Burg Goddelsheim. Um 1550 wurde eine Burganlage an den aus dem 14. Jahrhundert stammenden Wohnturm angebaut und in den folgenden Jahrhunderten erweitert. Der dreigeschossige Bau befindet sich innerhalb einer kleinen Parkanlage. Umschlossen wird die Anlage von einer Gräfte. Über diese führen zwei Brücken zum Schloss. Das meterdicke Mauerwerk und die teilweise 10 m breite Gräfte lassen auf eine ursprünglich burgartige Anlage schließen. Eine Zugbrücke machte erst 1898 einer Steinbrücke Platz. Im Bereich der ehemaligen Vorburg befinden sich die Wirtschaftsgebäude. Darunter ist auch die 1788 erbaute Rentei. Eine Mauer umschließt die Vorburg. Früher befand sich daran angebaut eine Kapelle, die aber im 19. Jahrhundert abgerissen wurde. 

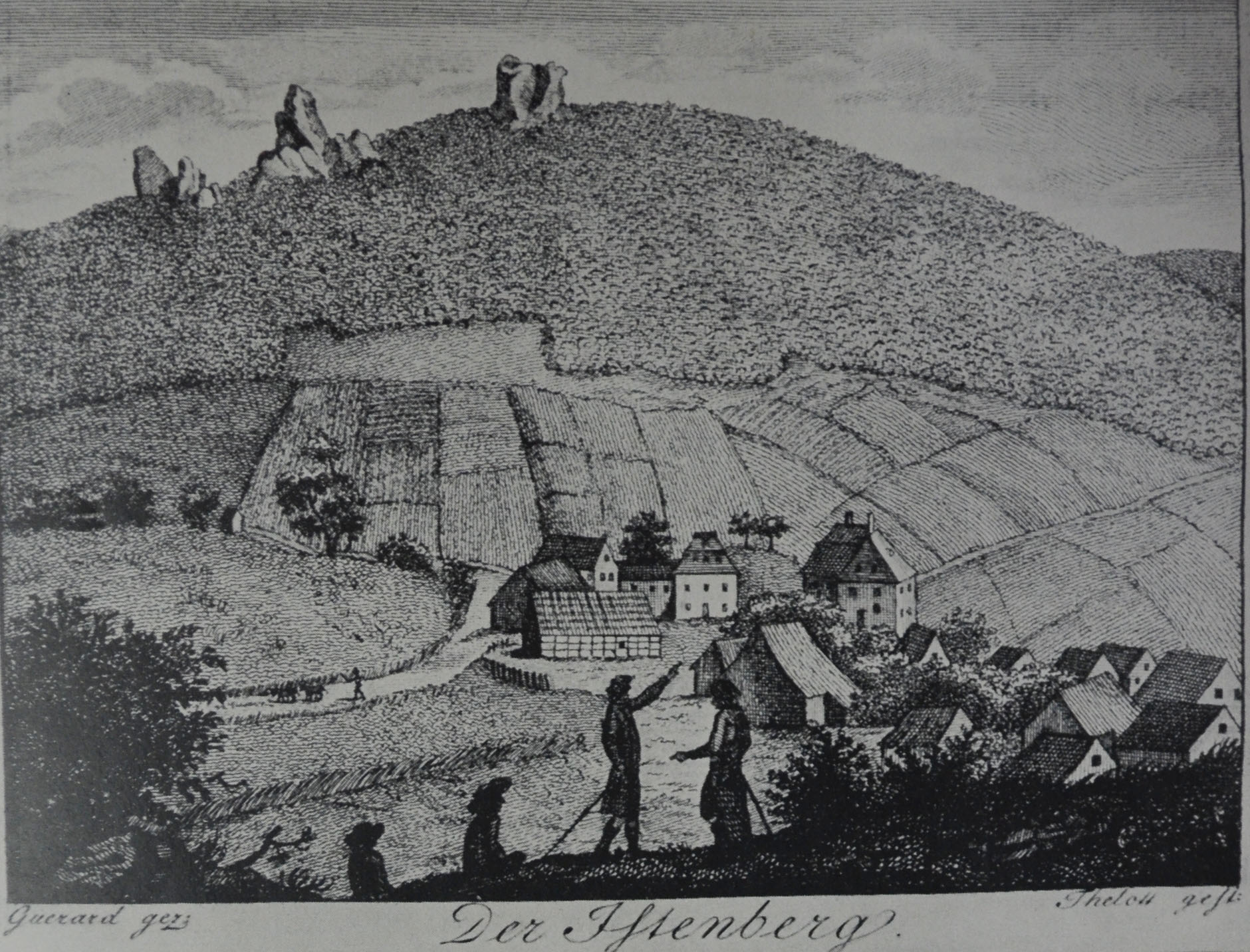
Älteste bekannte Ansicht, nach einem Kupferstich von 1791

Zu Beginn der Revolution von 1848/49 zogen zahlreiche Bewohner des Dorfs Bruchhausen unter Absingen von Freiheitsliedern zum Schloss, riefen nach Freiheit und Gerechtigkeit und forderten „freies Holz und freie Weide“. Das Renteigebäude wurde gestürmt, Akten und Rechnungsbücher verbrannt, Fenster und Mobiliar zerschlagen. Einige Tage später wurden die Unruhen durch preußisches Militär beendet.
Das Rittergut blieb im Familienbesitz derer von Gaugreben bis zu ihrem Erlöschen 1937. Nach dem Tod der letzten Inhaberin kam es im Erbwege in den Besitz des Freiherren Ferdinand von Lüninck auf Haus Ostwig. Dieser wurde im Zusammenhang mit dem Attentat vom 20. Juli 1944 hingerichtet. Über seine Tochter kam das Schloss in den Besitz der Freiherren von Fürstenberg aus dem Körtlinghäuser Ast, deren hiesiger Zweig den Namen Fürstenberg-Gaugreben annahm.

## Architektur

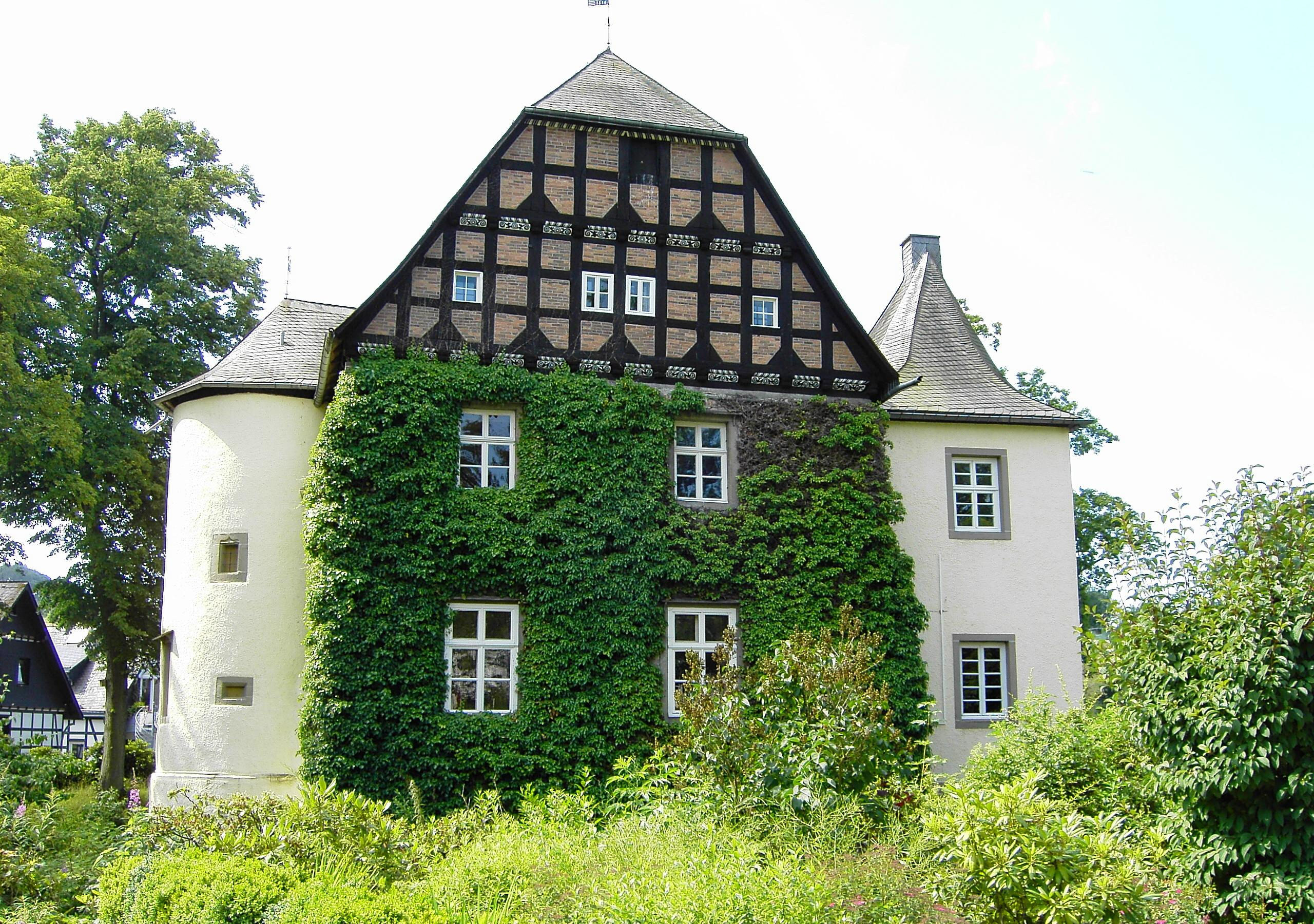
Schloss Bruchhausen, Seitenansicht

Das Herrenhaus ist ein kompakter Putzbau auf einem hohen Sockel. Der Umriss ist unregelmäßig. Der kurze Nordflügel mit einem Fachwerkgiebel und einem etwas nordwestlich zurückgezogenem Eckbau ist durch ein Zeltdach turmartig überhöht. Die Anlage wurde durch zahlreiche Umbauten im 19. und 20. Jahrhundert innen und außen stark überformt. Über dem Portal und am Turmsockel ist jeweils ein Wappen der Familie Gaugreben angebracht.

### Rentei
Die Rentei ist ein gaubenbesetztes Fachwerkhaus mit Mansardwalmdach. Die massive Rückseite ist mit 1788 bezeichnet. Der linksseitige Anbau stammt aus späterer Zeit. Die Eckständer sind mit geschnitzten Spiralsäulen verziert, der Türrahmen ist beschnitzt.

### Meierei
Die sogenannte Meierei ist ein langgestrecktes Wirtschaftsgebäude aus Fachwerk. Ihm ist ein Krüppelwalmdach aufgesetzt. Der rückwärtige Anbau ist vom 19. Jahrhundert.

## Heutzutage

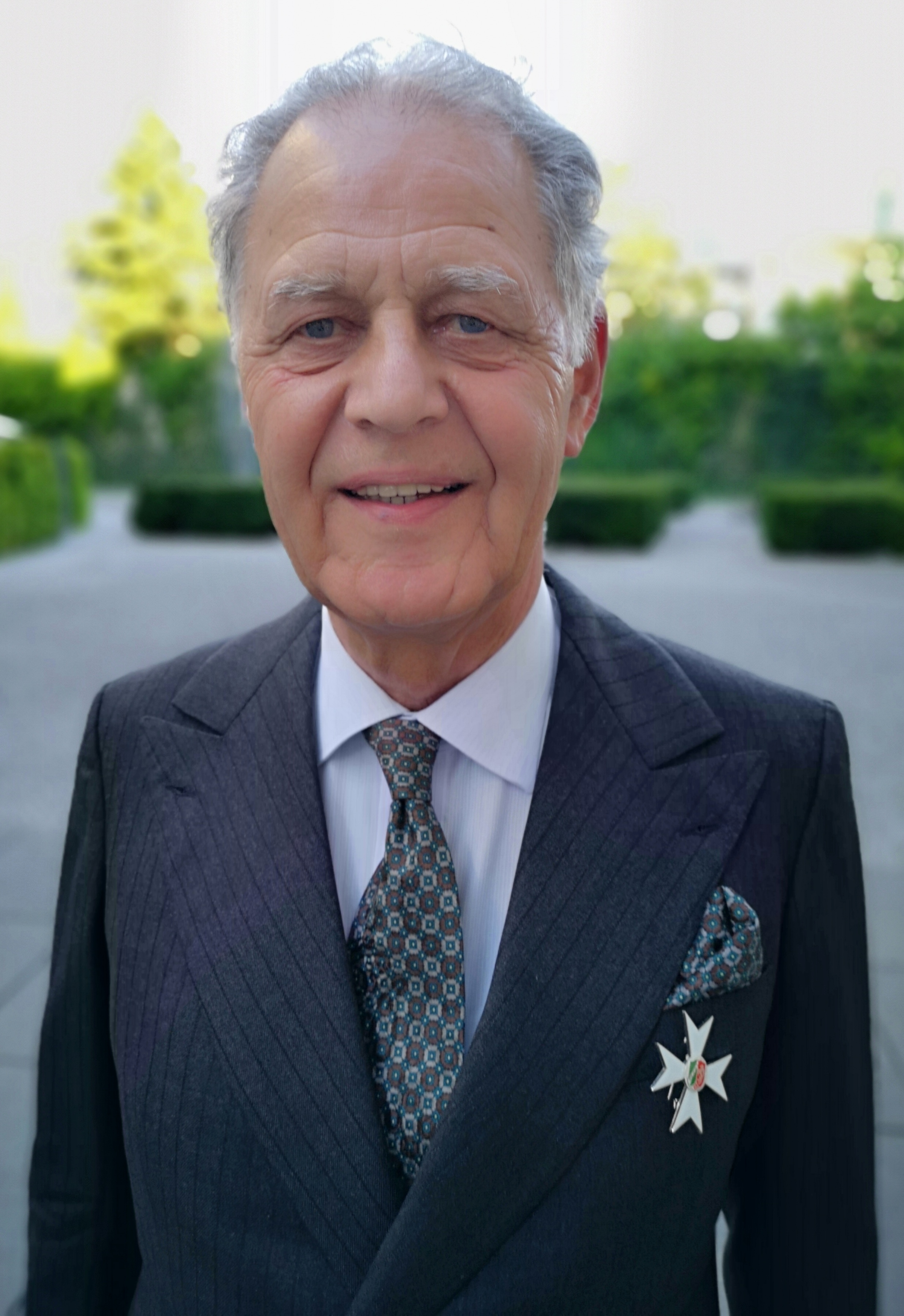
Hubertus Freiherr von Fürstenberg (2018) mit dem Verdienstorden des Landes Nordrhein-Westfalen

Zum Anwesen im Besitz des Freiherrn von Fürstenberg-Gaugreben gehören heute Schloss mit Wassergraben, Rentei, Meierei und insbesondere ein Kutschenmuseum. Im Archiv der Rentei werden Urkunden verwahrt, die bis in das 13. Jahrhundert zurückreichen. In der Meierei befinden sich eine Hofbrauerei und ein Gutscafé mit Rosengarten. Gebraut wird das Bornsteiner Landbier in heller und dunkler Variante und andere Sorten. Vom Schloss selbst ist nur eine Außenbesichtigung möglich. Vom Anwesen aus werden 700 ha Wald betreut, zu den Produkten zählen Holz, Weihnachtsbäume und Wildfleisch. 
1992 wurde das 85 ha große Waldgebiet um die Bruchhauser Steine an das Land Nordrhein-Westfalen verkauft. Die Felslandschaft ist Nationaler Geotop, Nationales Naturmonument, Naturschutzgebiet, Vogelschutzgebiet und außerdem mit der Wallburg Bruchhauser Steine ein Bodendenkmal. Hubertus von Fürstenberg wurde erster Präsident der vom Land gegründeten Stiftung Bruchhauser Steine. 
Verschiedenes

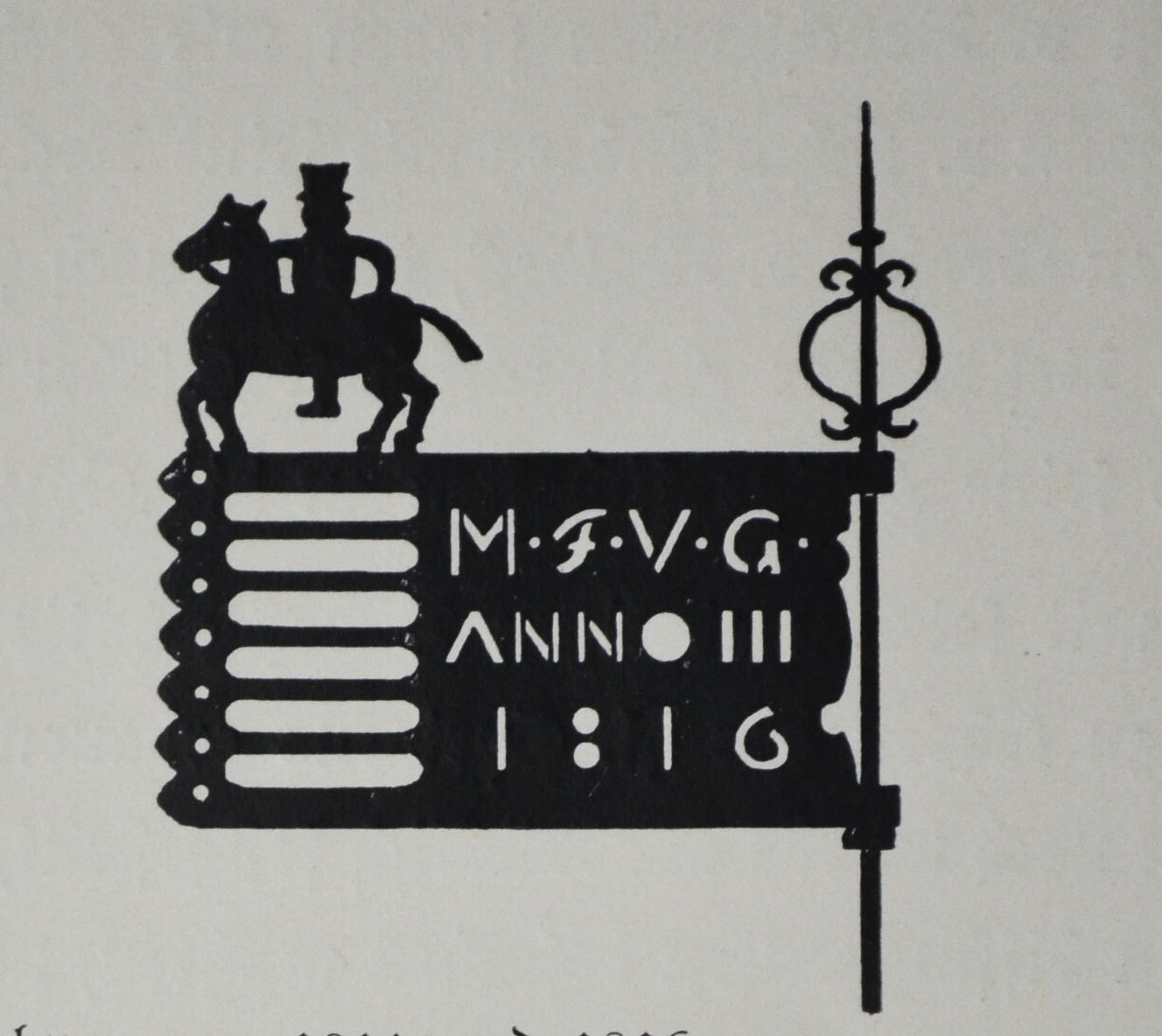
Wetterfahne von 1816
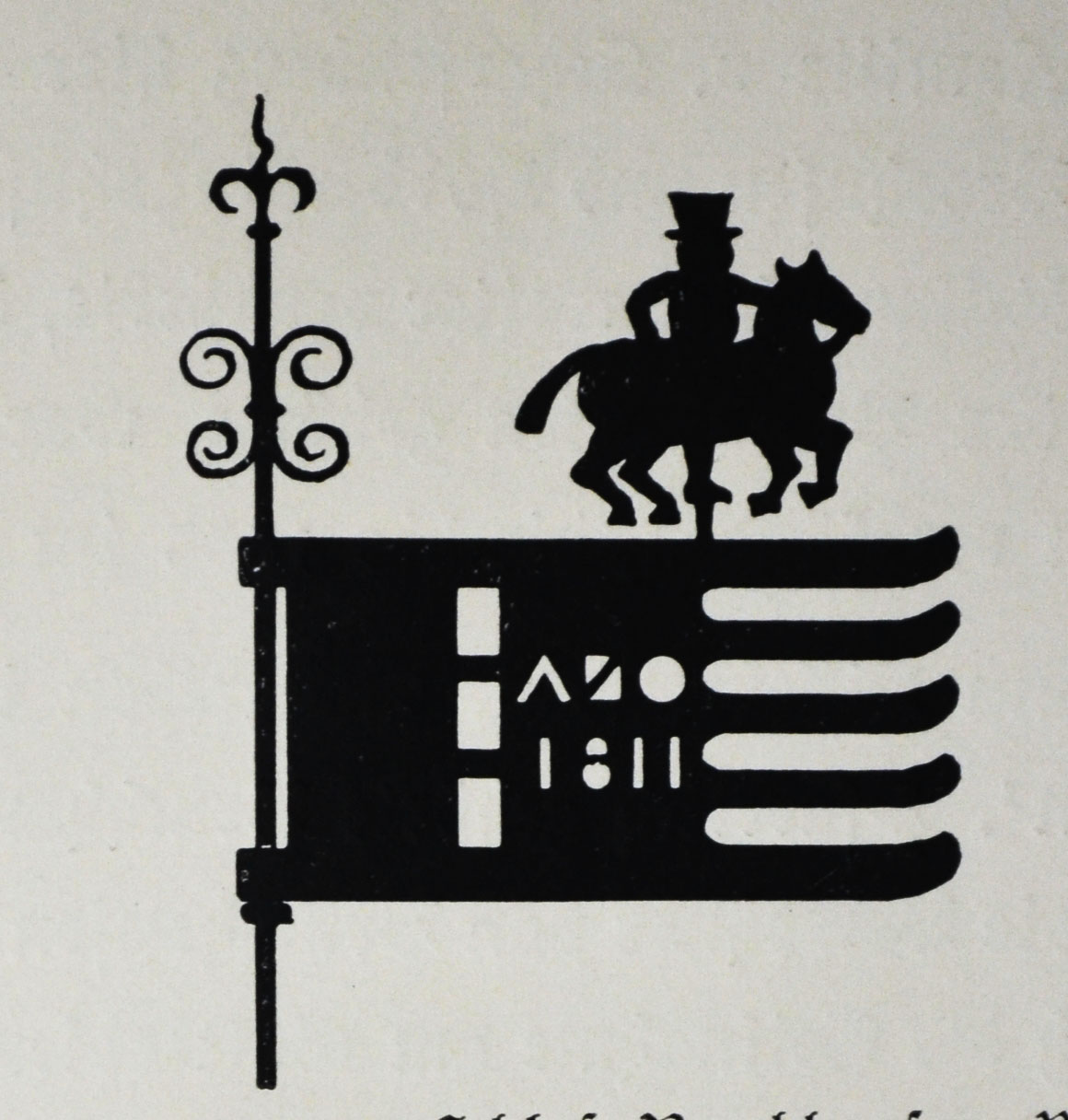
Wetterfahne von 1811
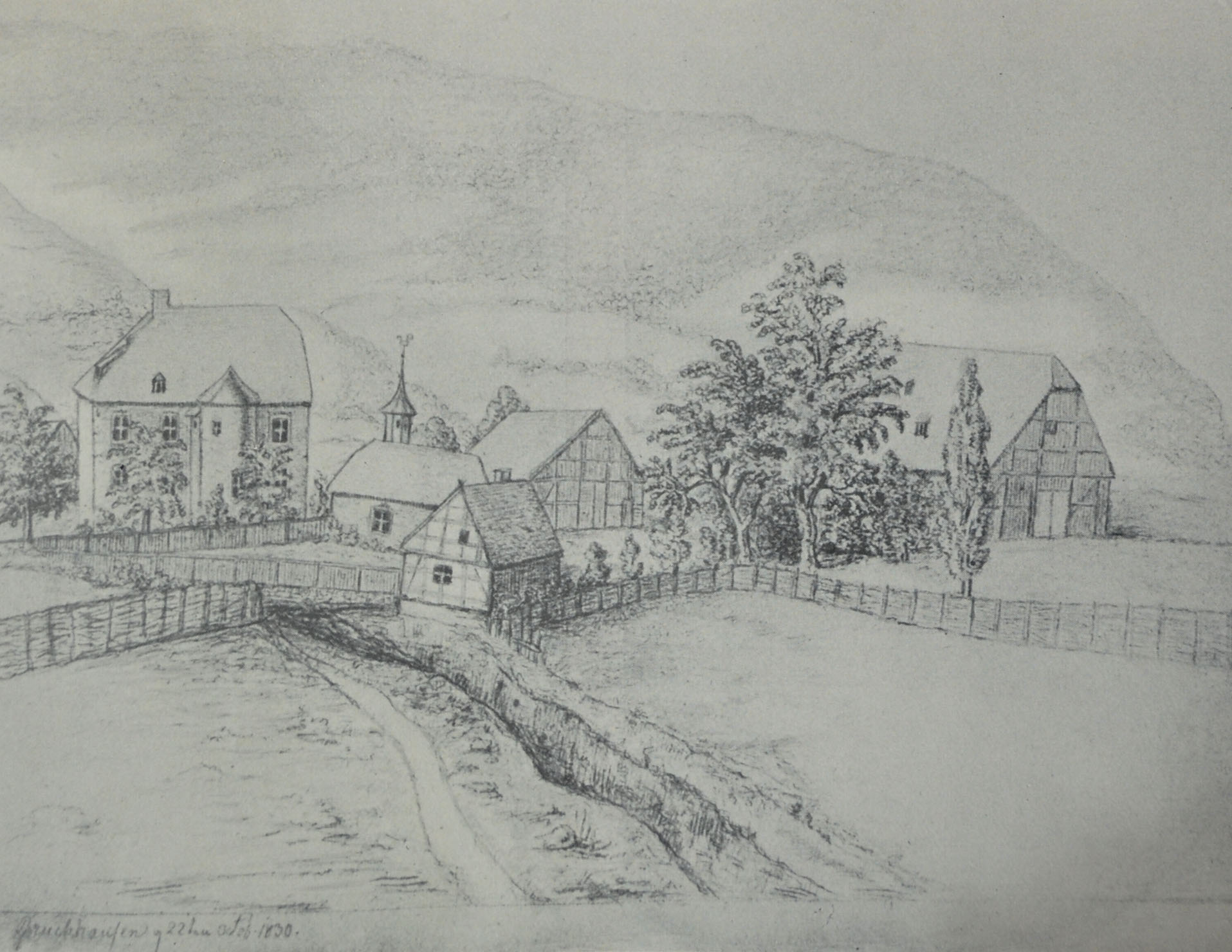
Zeichnung von 1830
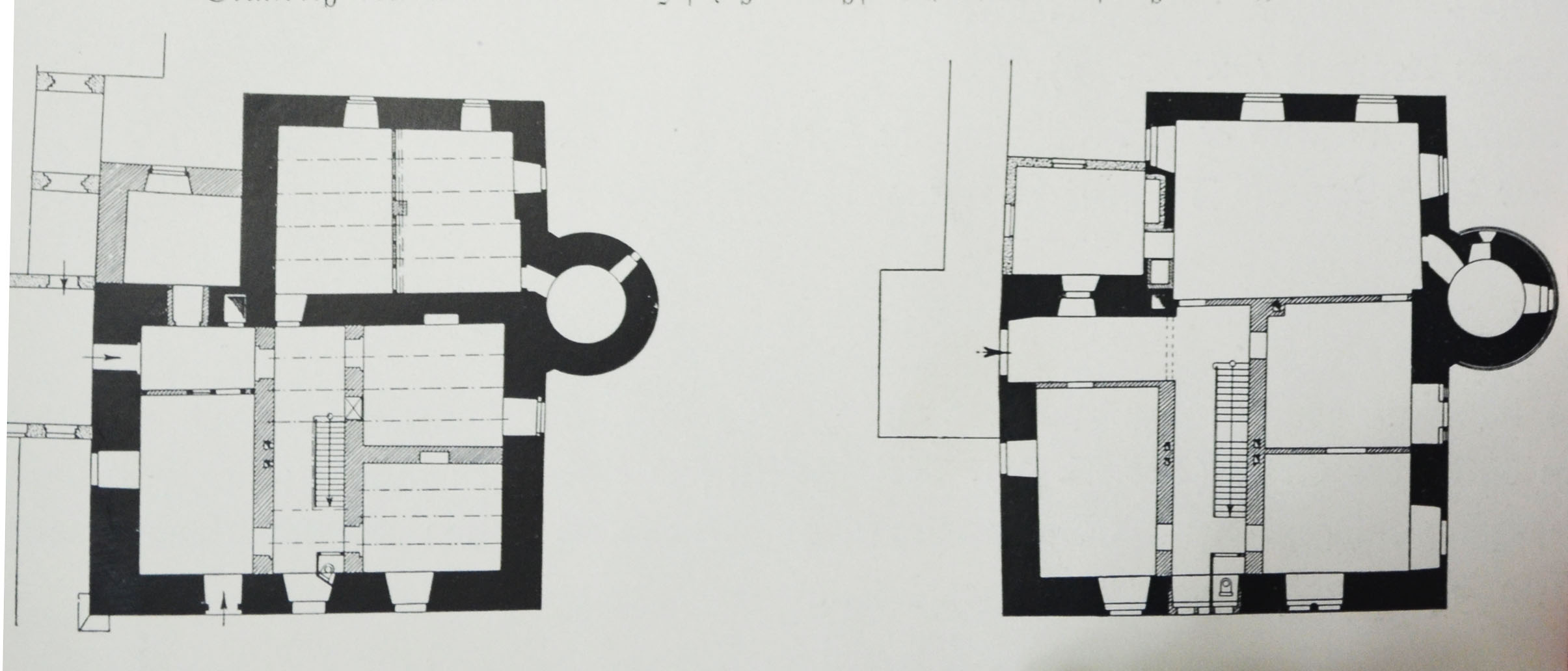
Grundriss von Keller und Erdgeschoss
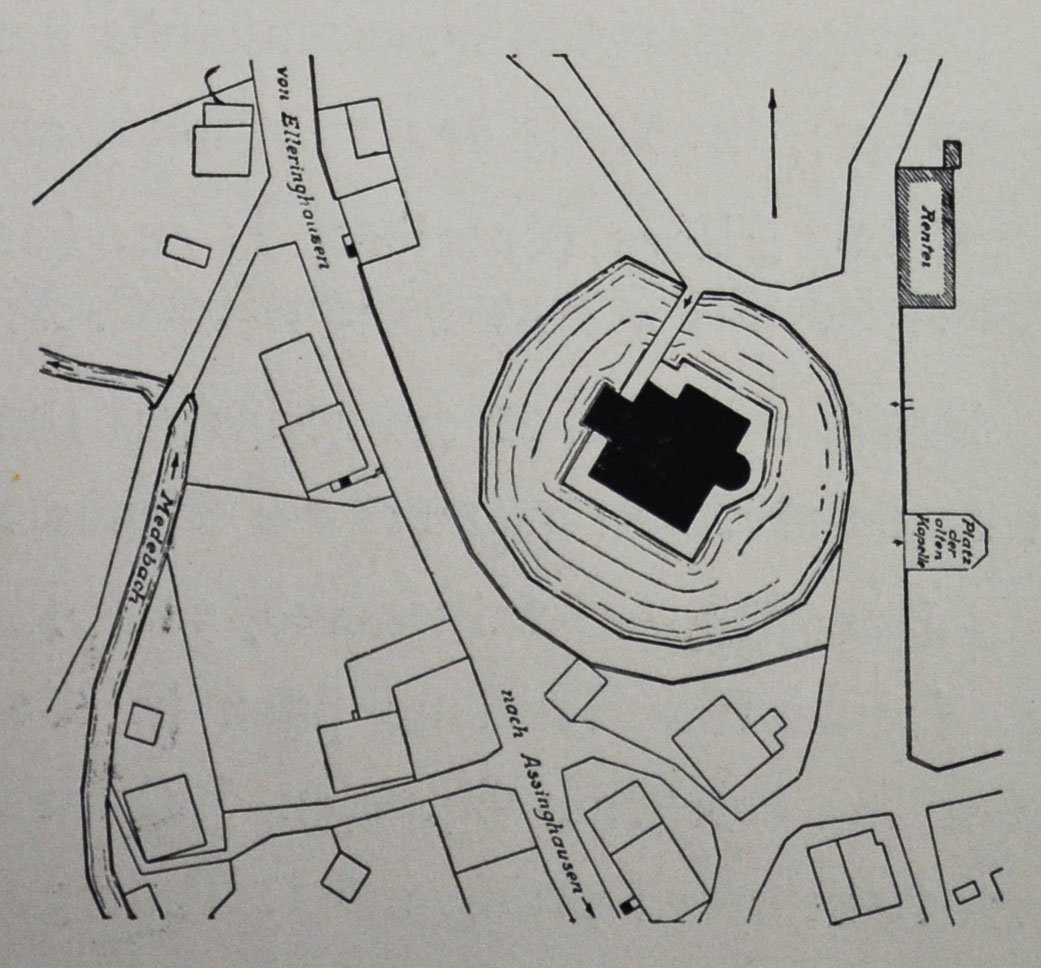
Lageplan